# میناخورلو
میناخورلو (به لاتین: Minaxorlu) یک منطقه مسکونی در جمهوری آذربایجان است که در شهرستان آغجه‌آباد واقع شده است. میناخورلو ۱۹۲۰ نفر جمعیت دارد.